# Canción de la araña
La «canción de la araña» es una canción infantil que describe las aventuras de una araña que construye una telaraña que posteriormente es destruida por la lluvia. Se acompaña usualmente de gestos correspondientes a la letra de la canción.

## Interpretación
Tradicionalmente, existen diversas variaciones de la letra, a continuación se muestran unos ejemplos de las posibles variaciones cantadas:
| Primera variación | Segunda variación |  |
| --- | --- |  |
| La araña pequeñita subió, subió y subió, vino la lluvia y se la llevó. Salió el sol y todo lo secó, y la araña pequeñita subió, subió y subió. | Witzy, Witzy araña subió a la canaleta, vino la lluvia y se la llevó. Salió el sol, se secó la lluvia, Witzy, Witzy araña, otra vez subió. |  |

Durante el primer y último verso se suelen tocar, de forma alternada, el pulgar de una mano y el dedo índice de la otra. Para vino la lluvia se suelen extender los dedos hacia abajo y sacudirlos para simular la lluvia, mientras que en se la llevó se realiza un movimiento lateral de las manos. En el tercer verso se levantan las manos formando un semicírculo sobre la cabeza representando al sol, y luego se extienden los dedos hacia arriba, sacudiéndolos, para representar el agua que se seca.

## Origen
En inglés la canción se titula Itsy Bitsy Spider y aparece en publicaciones de inicios del siglo XX, como el libro Camp and Camino in Lower California (1910), en donde se hace referencia a ella como la "Canción de la Araña" ("Spider Song"). Esta versión utiliza un lenguaje menos infantil, pues menciona blooming, bloody ("floreciente, sangrienta") en vez de Itsy Bitsy. Posteriormente se publicó en varias versiones de Western Folklore, editada por la California Folklore Society (1948), Mike and Peggy Seeger's, American Folk Songs for Children (1948), y en The Growing Family: A Guide for Parents de Maxwell Slutz Stewart (1955).